# Erwin Baur
Erwin Baur (* 16. April 1875 in Ichenheim; † 2. Dezember 1933 in Berlin) war ein deutscher Arzt, Botaniker, Genetiker, Rassenhygieniker und Züchtungsforscher. Er gilt als bedeutender Vertreter des Neodarwinismus und der experimentellen Populationsgenetik. Umstritten ist seine Rolle in der eugenischen Bewegung in Deutschland und seine Beteiligung am ersten deutschen Lehrbuch für Rassenhygiene.

## Leben und Wirken
Erwin Baur wuchs im ländlichen Ichenheim bei Lahr in Baden als Sohn des Apothekers Wilhelm Baur auf. Da die Apotheke gleichzeitig mit einem landwirtschaftlichen Betrieb verbunden war, konnte der junge Baur schon früh die damaligen Probleme der Landwirtschaft kennenlernen.
Baur studierte zunächst Medizin und Naturwissenschaften an den Universitäten Heidelberg, Freiburg, Straßburg und Kiel und wurde 1900 nach Verteidigung seiner Dissertationsschrift Über complicierende Bauchfelltuberkulose bei Lebercirrhose in Kiel zum Dr. med. promoviert. Danach wirkte er in Kiel als Assistent der Bakteriologie.
1901/1902 leistete er Militärdienst als Arzt bei der Marine, wurde 1902 Assistenzarzt in einer psychiatrischen Klinik in Kiel, um dann 1903 in der gleichen Funktion in der Landesirrenanstalt (heute Zentrum für Psychiatrie) in Emmendingen zu arbeiten.
Im Oktober 1903 wechselte er seinen Neigungen entsprechend das Fach und wurde 1. Assistent am Botanischen Institut der Universität Berlin. 1903 wurde er an der Universität Freiburg im Fach Botanik zum Dr. phil. promoviert. Das Thema seiner Dissertation war: Untersuchungen über die Entwicklungsgeschichte einiger Flechtenapothecien.
1904 habilitierte sich Baur in Berlin für das Fach Botanik mit einer Arbeit zum Thema Myxobakterienstudien, in der er sich mit der bakteriellen Physiologie beschäftigt. 1905 wurde er Mitglied der neu gegründeten Gesellschaft für Rassenhygiene. Als Privatdozent hielt Baur ab 1907 erste genetische Vorlesungen an der Universität Berlin.
1911 wurde er auf den ersten deutschen Lehrstuhl für Genetik an die Landwirtschaftliche Hochschule Berlin berufen. 1914 wurde er Leiter des ersten Instituts für Vererbungswissenschaft in Berlin – das erste Institut in Deutschland, in dem genetische Erkenntnisse systematisch für landwirtschaftliche Zwecke genutzt wurden.

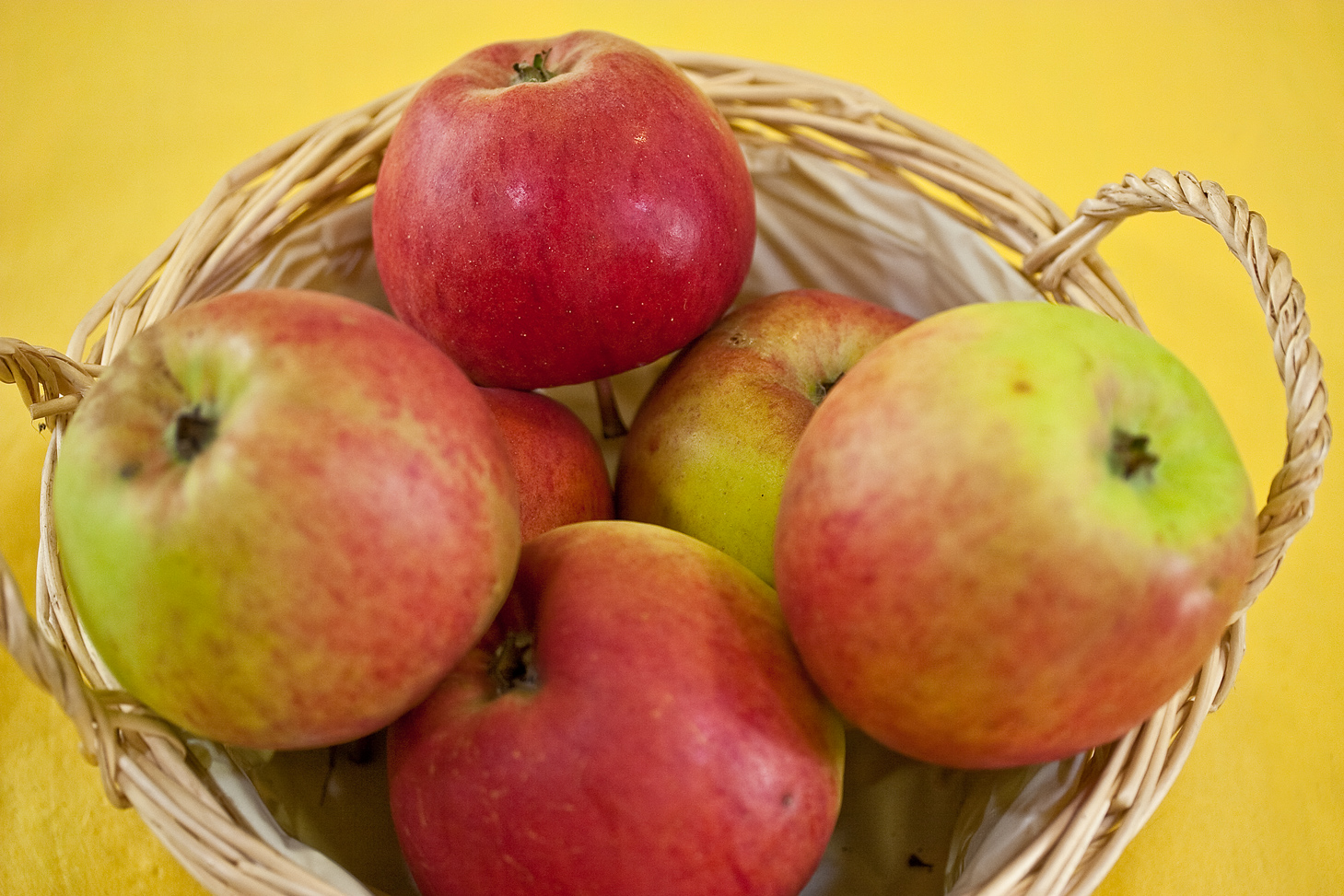
Apfelsorte des Instituts für Pflanzenbau Müncheberg, benannt 'Erwin Baur'

1917 wurde Baur Vorsitzender der Berliner Gesellschaft für Rassenhygiene. Im selben Jahr stellte Baur gemeinsam mit Ferdinand von Lochow bei der Kaiser-Wilhelm-Gesellschaft den Antrag auf ein „Institut für Pflanzenzüchtung“, dem diese 1927 auch zustimmte und das am 29. September 1928 als Kaiser-Wilhelm-Institut für Züchtungsforschung mit Sitz in Müncheberg eröffnet und von Baur geleitet wurde.
Mit der Einrichtung des Instituts wollte Baur erreichen, dass neben der privatwirtschaftlichen Züchtung auch der Staat ertragreiche Pflanzensorten schafft, um dadurch unter anderem die Einfuhren zu verringern. Das heutige Max-Planck-Institut für Pflanzenzüchtungsforschung in Köln arbeitet in direkter Nachfolge des von Baur seinerzeit gegründeten Instituts. 1921 publizierte er zusammen mit Eugen Fischer und Fritz Lenz das Lehrbuch Grundriß der menschlichen Erblichkeitslehre und Rassenhygiene, das damals als Standardwerk der Rassenhygiene galt. Baur war Mitherausgeber der Zeitschriften Archiv für Rassen- und Gesellschaftsbiologie und Volk und Rasse.
1933 begrüßte er die „Machtergreifung“ der Nationalsozialisten und versicherte, „daß von niemand sonst die Sterilisationsgesetze der Reichsregierung mehr gebilligt werden als von mir, aber damit ist, wie ich immer betonen muß, nur erst ein Anfang gemacht“. Ab 1928 war der Pflanzenzüchter und Vererbungswissenschaftler Max Ufer (1900–1983) bei Baur als Leiter der Abteilung für Futterpflanzen tätig, wo er bitterstofffreie Steinkleepflanzen entwickelte, musste aber im Oktober 1933 das KWI verlassen, da er sich nicht von seiner jüdischen Ehefrau Margot Ufer geborene Holzheim scheiden lassen wollte. Ebenfalls 1933 vertrat Baur in Die Bedeutung der natürlichen Zuchtwahl bei Tieren und Pflanzen anhand des Beispiels eines Kaninchenbestandes einer (fiktiven) Insel, auf der aufgrund der Auslese durch Greifvögel nach und nach ein optimal angepasstes Kaninchenvolk entstehe, die Ansicht, bei Menschen entfalle aufgrund humanitärer Gesichtspunkte diese von ihm für notwendig erachtete natürliche Zuchtwahl und Auslese, daher müsse der Staat die Funktion der Greifvögel übernehmen. Baur starb noch im selben Jahr.

## Forschung
Baur konnte in seinen frühen Arbeiten nachweisen, dass Viren die Ursache für die „infektiöse Chlorose“ von Pflanzen sind und kann damit als einer der Begründer der pflanzlichen Virologie gelten.
Sein wohl wichtigster Beitrag zur Genetik war der Nachweis, dass Gene nicht nur in Chromosomen innerhalb des Zellkerns vorkommen, sondern auch Plastiden (z. B. Chloroplasten) Träger genetischer Information sind und damit den Phänotyp von Pflanzen mitbestimmen.
Seine genetischen Versuche mit Löwenmäulchen (Antirrhinum) sind nicht nur in die Lehrbücher der Genetik, sondern auch in Schulbücher eingegangen. An diesem Objekt studierte er Farbvererbung, multiple Allelie, Interaktion der Gene sowie künstliche Mutationen.
Noch bis heute nachwirkend sind seine Züchtungserfolge an Getreide oder die erstmalige Züchtung bitterstofffreier Futterlupinen.
In einer Zeit, als Reblaus sowie Echter und Falscher Mehltau gravierende Probleme im europäischen Weinbau darstellten, erkannte Baur, dass diese mit einer konsequenten Anwendung genetischer Erkenntnisse, etwa durch die Kreuzung pilzresistenter amerikanischer Wildreben mit der europäischen Kulturrebe, zu lösen seien.
Bereits 1922 führte Baur erste Kreuzungen zwischen verschiedenen Beerenobstarten durch. So konnte er aus der mehltauresistenten Wildjohannisbeere (Ribes succirubrum) und mehltauanfälligen Stachelbeersorten die von ihm so genannte Jochelbeere (Johannisbeere x Stachelbeere), heute häufiger nicht ganz korrekt als Jostabeere bezeichnet, erzeugen.
Im Jahre 1921 gründete Baur zusammen mit Carl Correns und Richard Goldschmidt die Deutsche Gesellschaft für Vererbungswissenschaft und förderte zudem mit Carl Correns, Eugen Fischer, Richard Goldschmidt und Ernst Rüdin die 1927 erfolgte Gründung des Kaiser-Wilhelm-Institutes für Anthropologie, menschliche Erblehre und Eugenik, in dem (nach Baurs Tod) unter den Nationalsozialisten die sogenannte „Rassenforschung“ einen Schwerpunkt bildete.

## Ehrungen
- Erwin-Baur-Medaille (DDR) für hervorragende Leistungen in der pflanzlichen Züchtungsforschung
- Erwin-Baur-Realschule Neuried-Ichenheim
- Grabstätte und ein unter Denkmalschutz stehender Gedenkstein für den Botaniker Erwin Baur, auf dem Gelände des Brigittenhofs in Müncheberg
- In verschiedenen Orten wurden Straßen nach Baur benannt, beispielsweise in Quedlinburg, Ditfurt, Müncheberg und in seinem Geburtsort Ichenheim.
- Mitglied der Leopoldina seit 1926

## Schriften

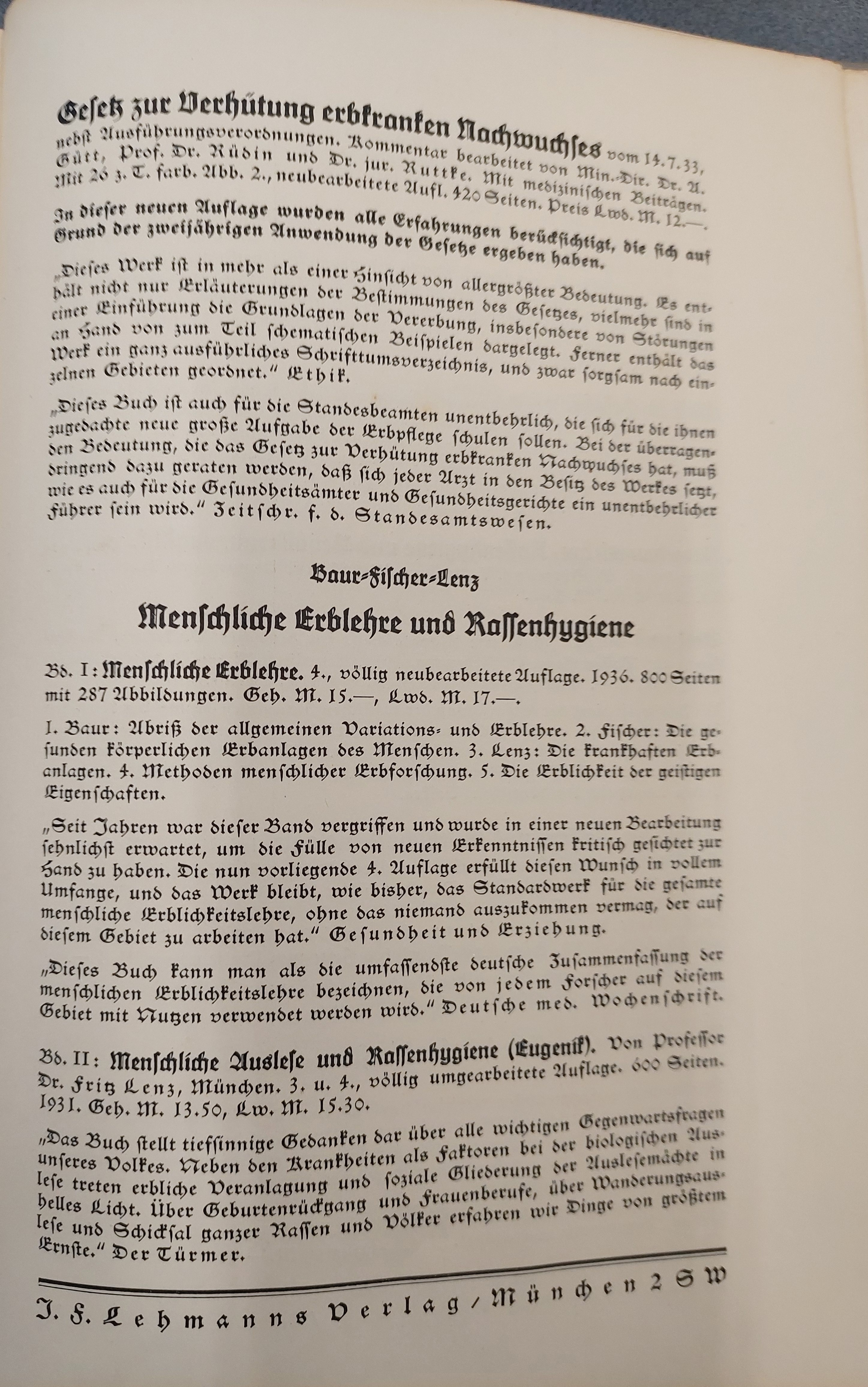
Menschliche Erblehre und Rassenhygiene (1936)

- Einführung in die experimentelle Vererbungslehre. Borntraeger, Berlin 1911 Archive
- mit Eugen Fischer und Fritz Lenz:
  - Erwin Baur, Eugen Fischer, Fritz Lenz: Grundriß der menschlichen Erblichkeitslehre und Rassenhygiene – Band 1 – Menschliche Erblichkeitslehre. 1. Aufl. München : Lehmann 1921
  - Erwin Baur, Eugen Fischer, Fritz Lenz: Grundriß der menschlichen Erblichkeitslehre und Rassenhygiene – Band 1 – Menschliche Erblichkeitslehre. 2. Aufl. München : Lehmann 1923
  - 4. Aufl. 1936
  - erstes deutsches Lehrbuch für Rassenhygiene und Standardwerk der Zeit als sogenannter Baur-Fischer-Lenz
  - In späteren Auflagen bis 1936: Menschliche Erblehre und Rassenhygiene
  - Band II: Menschliche Auslese und Rassenhygiene – von Fritz Lenz 1. Auflage München : Lehmann 1921
- Untersuchungen über das Wesen, die Entstehung und Vererbung von Rassenunterschieden bei Antirrhinum maius. Berlin 1924
- mit Max Hartmann (als Hrsg.): Handbuch der Vererbungswissenschaft. Borntraeger, Berlin 1929 ff. (Band 1-32)
- Die Bedeutung der natürlichen Zuchtwahl bei Tieren und Pflanzen. Berlin 1936 (Erstausg. 1933)
- Untergang der Kulturvölker im Lichte der Biologie. Lehmanns, München 1934 (Neuaufl.)
- Die wissenschaftlichen Grundlagen der Pflanzenzüchtung. Borntraeger, Berlin 1921 Archive
- Vererbungs- und Bastardisierungsversuche mit Antirrhinum. In: Zeitschrift für Induktive Abstammungs- und Vererbungslehre 3, S. 34–98, 1910 (Digitalisat)

- Erwin Baur war Herausgeber
  - ab 1908 der weltweit ersten Genetik-Zeitschrift Zeitschrift für induktive Abstammungs- und Vererbungslehre (seit 1967 unter dem Titel Molecular and general genetics, seit 2001 unter dem Titel Molecular and general genomics, ISSN 1617-4623),
  - ab 1912 der Zeitschrift für Pflanzenzüchtung und
  - ab 1929 der Zeitschrift Der Züchter (seit 1968 unter dem Titel Theoretical and Applied Genetics, ISSN 0040-5752).